# Legio IIII Scythica

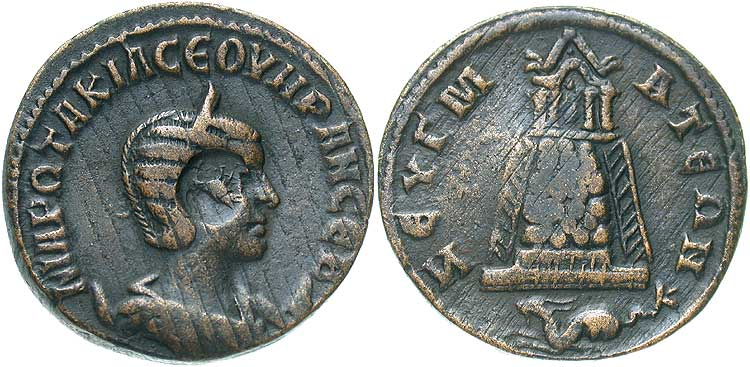
Moneta di Otacilia Severa, avente al rovescio il capricorno della IIII Scythica sopra un tempio della città di Zeugma, sede della legione

La Legio IIII Scythica era una legione romana arruolata da Marco Antonio nel 42 a.C. circa, per le sue campagne contro l'Impero dei Parti, da cui deriva l'altro cognomen della legione, Parthica. La legione era ancora in servizio in Siria agli inizi del V secolo. Il simbolo della legione era un capricorno.

## Origine
Non si sa dove fosse dislocata di preciso la IIII Scythica nei suoi primi anni, anche se è probabile la sua partecipazione alle campagne di Marco Antonio contro i Parti. Il cognomen suggerisce che la legione sia stata impiegata anche contro gli Sciti. Dopo la battaglia di Azio ed il suicidio di Antonio, Ottaviano la trasferì nella provincia danubiana della Mesia. La legione ebbe così compiti civili, come la costruzione ed il mantenimento delle strade. Durante la sua giovinezza, il futuro imperatore Vespasiano prestò servizio nella legione.
Le insegne della legio sono note attraverso il materiale di spoglio e reimpiego del mausoleo del centurione Marco Paccio Marcello (Abbazia del Goleto e Torre Febronia). Ne discende un chiaro legame con i cicli lunari: la luna piena sovrastata dal capricorno (Briareo/Egeone divinità delle mareggiate); la luna crescente; la luna calante. Di qui potrebbe essere avanzata l'ipotesi della divinità protettrice in Ecate e un collegamento con le terre dei marsi per via del mito che narra di Angizia, principale divinità marsa, figlia di Ecate.

## Campagne in Oriente
In oriente, il re Vologese I aveva invaso l'Armenia (58), un regno cliente di Roma. Nerone ordinò a Gneo Domizio Corbulo, da poco legato della Cappadocia, di occuparsi della questione. Corbulo richiamò la IIII Scythica dalla Mesia, ed insieme alla III Gallica e alla VI Ferrata sconfisse i Parti e riportò Tigrane II sul trono d'Armenia. Nel 62, la IIII Scythica e la XII Fulminata, comandate dal nuovo legato della Cappadocia, Lucio Cesennio Peto, furono sconfitte dai Parti nella battaglia di Rhandeia e costrette ad arrendersi. Le legioni, disonorate, furono allontanate dal teatro di guerra e mandate a Zeugma. Questa città sarebbe rimasta il campo base della IIII Scythica per il secolo successivo.
Durante l'anno dei quattro imperatori (69), la legione, insieme alle altre legioni orientali, sostenne Vespasiano sin dall'inizio. Nonostante la fedeltà dimostrata, la IIII Scythica non fu mai impiegata nei combattimenti perché non era considerata una legione di alta qualità. Questa fu una conseguenza di un'altra sconfitta subita anni prima durante la rivolta degli ebrei. Nel II secolo la legione contribuì a soffocare un'altra rivolta degli ebrei, stavolta con maggior successo.

## Dal II secolo
La IIII Scythica partecipò a tutte le campagne vittoriose del II secolo contro l'impero dei Parti. Tra il 181 ed il 183, il comandante delle legioni orientali fu Settimio Severo, che divenne imperatore confidando nel potere delle sue legioni.
La legione scompare dalle fonti dopo il 219, quando il comandante, Gellio Massimo, si ribellò a Eliogabalo e si proclamò imperatore, venendone poi sconfitto.
Agli albori del V secolo la IIII Scythica si trovava ancora in Siria.